# Franz von Myrbach von Rheinfeld
Franz Freiherr von Myrbach von Rheinfeld (* 3. Dezember 1850 in Zaleszczyki; † 11. Februar 1919 in Innsbruck) war ein österreichischer Finanzwissenschaftler und Rektor der Universität Innsbruck.

## Leben

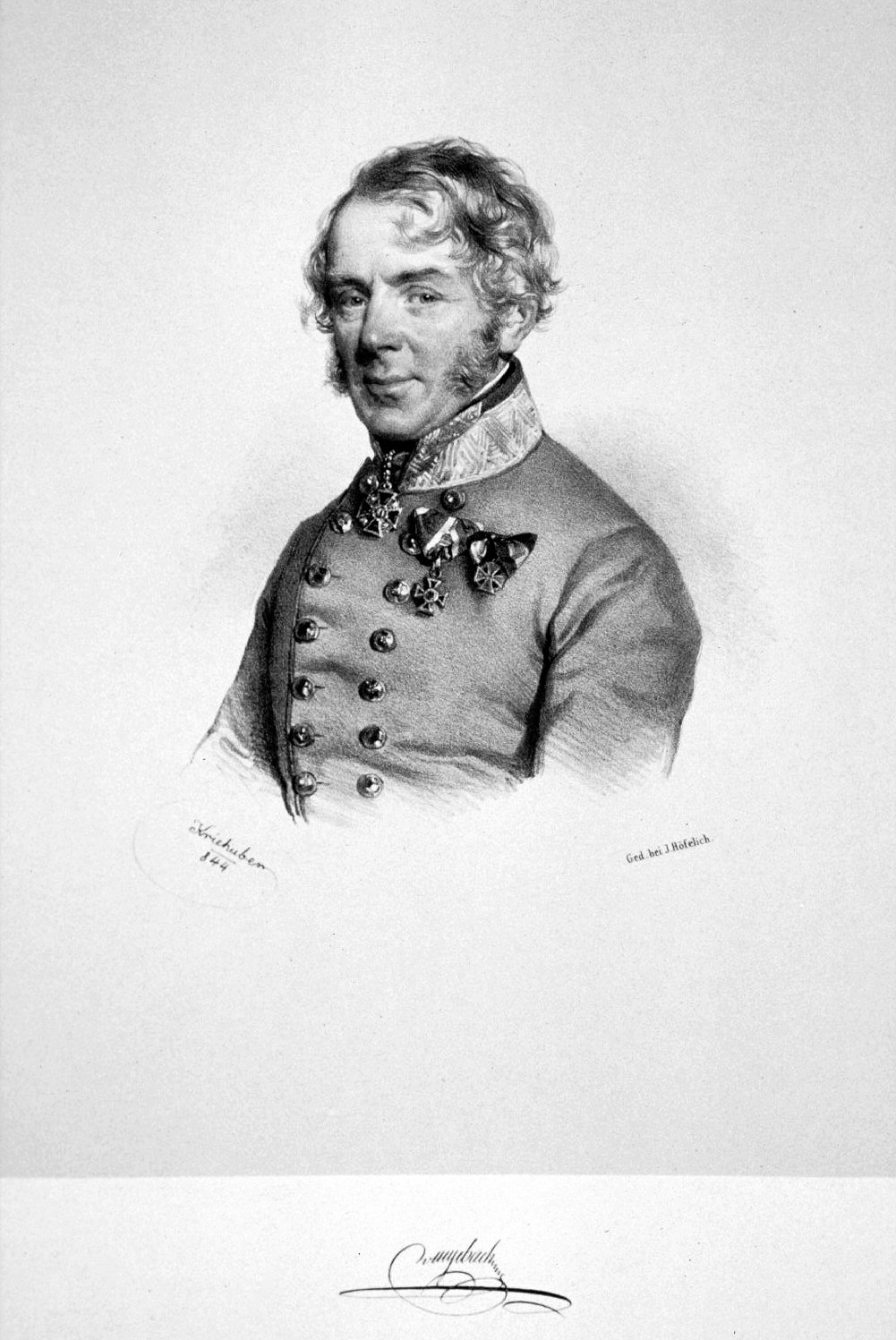
Karl Myrbach (1844), Großvater von Franz Myrbach.

Er kam als Sohn von Franz Xaver Myrbach von Rheinfeld zur Welt, der Landespräsident der Bukowina war. Sein Großvater war Generalmajor Karl Myrbach von Rheinfeld, dessen Vater Joseph Mirbach 1810 für seine militärischen Leistungen in den Adelstand erhoben worden war. Nach dem Schulbesuch absolvierte er den Militärdienst, den er als Leutnant der Reserve abschloss. Er studierte Rechtswissenschaften in Wien und Graz und promovierte 1873. Nach dem Studium war er in der niederösterreichischen Finanzprokuratur tätig. Nach zwei Jahren Dienst bei der Landesregierung in Czernowitz kehrte er 1878 in den Finanzdienst zurück und war als Steuerinspektor und später als Finanzrat in Graz tätig. Dort habilitierte er sich in Finanzwissenschaft und österreichischer Finanzgesetzeskunde, und später auch für politische Ökonomie. 1893 wurde er als Nachfolger von Victor Mataja zum ordentlichen Professor für Volkswirtschaftslehre, Volkswirtschaftspolitik und Finanzwissenschaft an die Universität Innsbruck berufen.

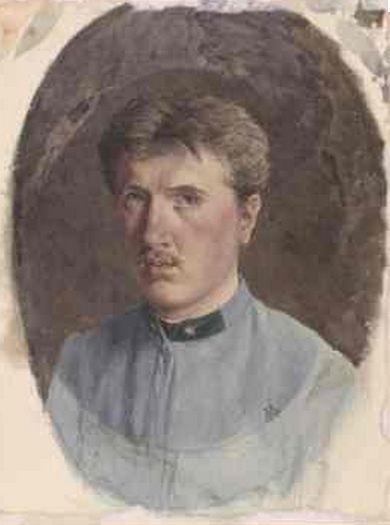
Sein Bruder Felician Myrbach (Selbstporträt 1872)

Verheiratet war er mit Ernestine von Pillerstorff. Der gemeinsame Sohn Otto Myrbach wurde 1886 geboren und war später als Meteorologe in Wien tätig. Sein Bruder war der österreichische Maler, Grafiker und Buchillustrator Felician Myrbach.

## Wirken
Der Finanzwissenschaftler beschäftigte sich mit zahlreichen Fragen in Wirtschaft und Verwaltung. Bedeutende Beiträge zum Finanzrecht und Steuerwesen hat er in deinem Werk „Grundriß des Finanzrechts“ dargestellt. Darüber hinaus untersuchte er Reform der politischen Verwaltung in Österreich, den Betrieb elektrischer Anlagen und den Ausbau der Staatsbahnlinien sowie den Fremdenverkehr.
An der Universität Innsbruck war er in den Studienjahren 1895/96 und 1907/08 Dekan der Juridischen Fakultät und 1900/01 Rektor. 1912 wurde er zum Hofrat ernannt. 1915 trat er aus gesundheitlichen Gründen in den Ruhestand.

## Schriften (Auswahl)
- Franz Freiherr von Myrbach: Die Übertretung der Zinsverheimlichung nach österreichischer Gesetzgebung. Leuschner & Lubensky, Graz 1881.
- Franz Freiherr von Myrbach: Der gemeinschaftliche Betrieb elektrischer Anlagen aus dem Gesichtspunkte des ökonomischen Vorteils. Tübingen 1886.
- Franz Freiherr von Myrbach: Die Besteuerung der Gebäude und Wohnungen in Österreich und deren Reform. Eine finanzwissenschaftliche Studie. H. Laupp, Tübingen 1886.
- Franz Freiherr von Myrbach: Die Molkereigenossenschaften in Oesterreich und deren Besteuerung. In: FinanzArchiv / Public Finance Analysis. Band 5, Nr. 2, 1888, ISSN 0015-2218, S. 140–186, JSTOR:40904385.
- Franz Freiherr von Myrbach: Zur Steuergeschichte Tirols. In: FinanzArchiv / Public Finance Analysis. Band 19, Nr. 2, 1902, ISSN 0015-2218, S. 93–132, JSTOR:40905250.
- Franz Freiherr von Myrbach: Grundriss des Finanzrechts. 1906.
- Franz Freiherr von Myrbach: Über den Begriff der Gebühr und der Taxe. 1917.